# 내추럴 사용자 인터페이스
내추럴 사용자 인터페이스(Natural user interface) 또는 자연 사용자 인터페이스 또는 내추럴 인터페이스는 사실상 보이지 않는 사용자 인터페이스이며 사용자가 점점 더 복잡한 상호 작용을 지속적으로 학습함에 따라 보이지 않는 상태로 유지된다. "자연스러운"이라는 단어가 사용된 이유는 대부분의 컴퓨터 인터페이스가 작동을 학습해야 하는 인공 제어 장치를 사용하기 때문이다. 예를 들어 알렉사(Alexa) 및 시리(Siri)와 같은 음성 비서, 오늘날의 휴대폰 및 태블릿의 터치 및 멀티터치 상호 작용뿐만 아니라 직물 가구에 눈에 보이지 않게 통합된 터치 인터페이스도 포함된다.
NUI는 초보자에서 전문가로 빠르게 전환할 수 있는 사용자에 의존한다. 인터페이스에는 학습이 필요하지만 사용자가 즉각적이고 지속적으로 성공한다는 느낌을 주는 디자인을 통해 학습이 쉬워진다. 따라서 "자연스럽다"는 사용자 경험의 목표, 즉 인터페이스 자체가 자연스럽다기보다는 기술과 상호 작용하면서 상호 작용이 자연스럽게 이루어지는 것을 의미한다. 이는 사전 학습 없이 사용할 수 있는 직관적인 인터페이스라는 아이디어와 대조된다.
다양한 수준의 성공으로 이 목표를 달성할 수 있는 여러 설계 전략이 제안되었다. 한 가지 전략은 "현실 기반 인터페이스"(RBI) 방법으로도 알려진 "현실 사용자 인터페이스"("RUI")를 사용하는 것이다. RUI 전략의 한 가지 예는 착용 컴퓨터를 사용하여 실제 개체를 "클릭 가능"하게 만드는 것이다. 즉, 착용자가 일상적인 개체를 클릭하여 하이퍼링크로 기능하게 하여 사이버 공간과 현실 세계를 병합할 수 있도록 하는 것이다. "내추럴"이라는 용어는 "자연 세계"를 연상시키기 때문에 RBI는 실제로 NUI를 달성하는 하나의 수단일 뿐인데도 종종 NUI와 혼동된다.
RBI를 기반으로 하지 않는 NUI를 설계하기 위한 전략의 한 가지 예는 기능과 사용자 정의를 엄격하게 제한하여 사용자가 장치 작동에 대해 배울 수 있는 것이 거의 없다는 것이다. 기본 기능이 사용자의 목표와 일치한다면 인터페이스를 사용하기가 쉽다. 이는 애플 iOS의 중요한 디자인 전략이다. 이 디자인은 직접 터치 디스플레이와 일치하기 때문에 디자이너가 아닌 사람들은 일반적으로 장치와 상호 작용하는 수월함을 실제로 존재하는 소프트웨어 디자인이 아니라 멀티 터치 디스플레이에 있다고 잘못 생각한다.

## 같이 보기
- 시선 추적
- 제스처 인식
- 가상 비서